# Эшли, Роберт
Роберт Пол Эшли (англ. Robert Paul Ashley; род. 1960) — генерал-лейтенант армии США в отставке.
Сын ветерана ВВС США, принимавшего участие в Корейской войне.
Выпускник Аппалачского государственного университета в 1984 году.
Занимал должность заместителя начальника штаба армии США G-2 (разведка).
С 2017 по 2020 год занимал должность директора Разведывательного управления Министерства обороны.
Ушел в отставку 1 октября 2020 года.
В настоящее время занимает должность старшего советника председателя Arcanum, глобальной стратегической разведывательной компании.